# Gilma Suárez

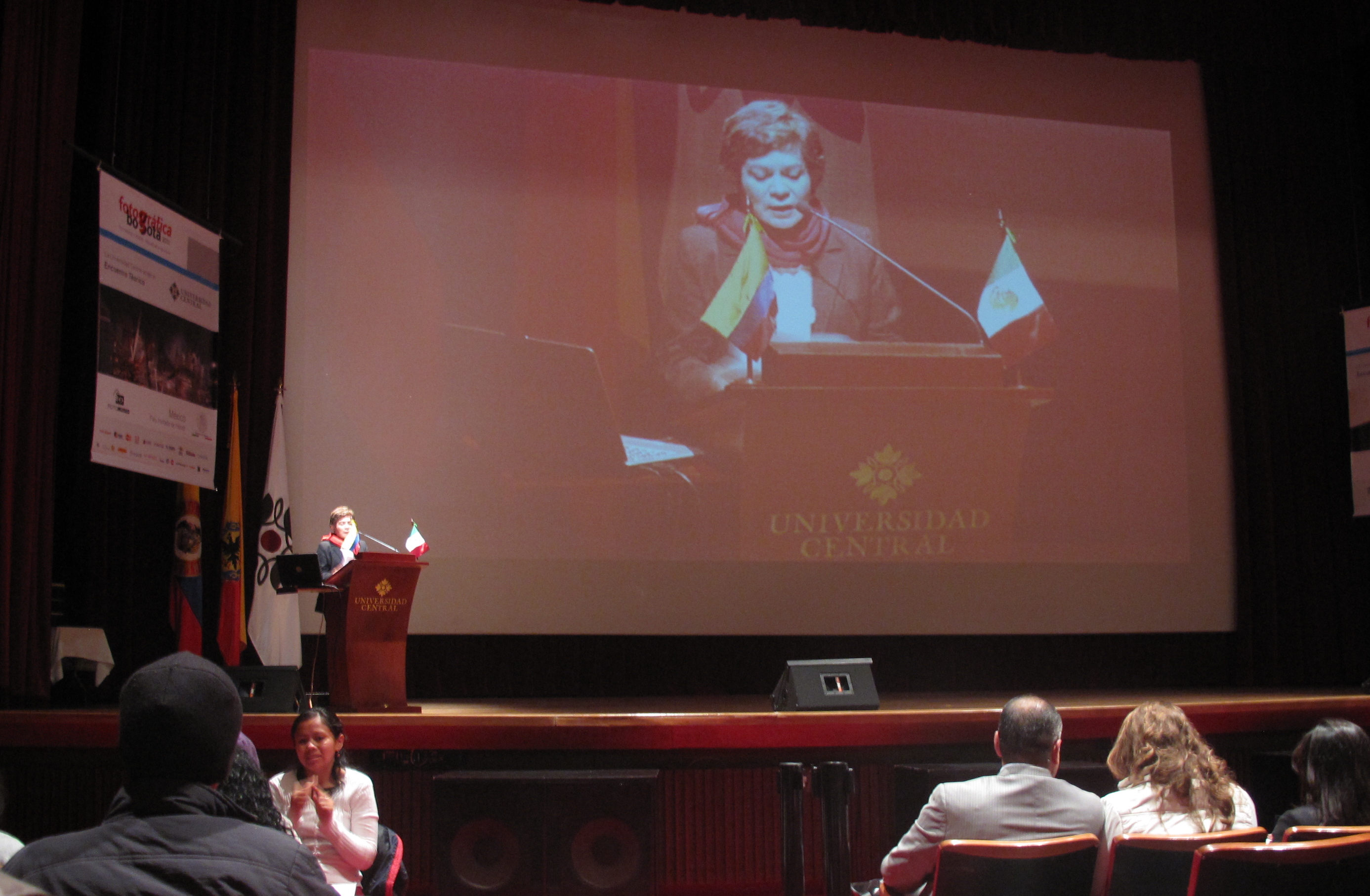
En la presentación de Fotográfica Bogotá 2011

Gilma Suárez (Ibagué, Tolima, Colombia) es una fotógrafa y gestora cultural colombiana residente en Bogotá. Es una gran impulsora de la cultura en su país, creadora del Fotomuseo.

## Trayectoria profesional
Vivió en París 15 años y regreso a Colombia en 1993. Comienza a trabajar la fotografía en 1983, realizando su carrera profesional como tal. Exponiendo sus trabajos en diversas galerías y museos, su acción más destacada ha sido la creación del FOTOMUSEO Museo Nacional de la Fotografía de Colombia en el año 1998, una iniciativa única que consiste en una propuesta museográfica para acercar la fotografía al público en todo el país a través de muestras itinerantes en las distintas ciudades. El 6 de agosto del año 2000 el Fotomuseo sale a la calle con su primera exposición itinerante llamada Miradas a Bogotá.
Fotomuseo es uno de los 20 centros internacionales que forma parte de la Red Internacional de Centros de Fotografía.
En el 2005 inicia la bienal internacional de fotografía, "Fotográfica Bogotá" en la que cada dos años, un país es invitado y la temática del evento cambia. Esta bienal es una dinamizadora cultural del país, invitando a fotógrafos y teóricos de la imagen de los 5 continentes, desarrollando exposiciones, debates, talleres y un festival de cine. Considerada el evento más relevante alrededor de la imagen en América Latina.
Entre sus muchas actividades cabe destacar la Fotomaratón, creada en el año 2001, en la que cada dos años fotógrafos profesionales y aficionados, son convocados durante dos días para mostrar su mirada de la ciudad de Bogotá. Es denominada la fiesta de la imagen.
Reconocida su actividad impulsora y mediadora, en este artículo de la revista "Semana" se la define como "soñadora de imágenes, y  promotora de la memoria visual de Bogotá".
Crea la Videoteca, donde hay una serie de documentales de fotógrafos colombianos que atesoran la memoria y el patrimonio visual del país, no sólo con las imágenes que han realizado, sino también sus voces, sentimientos, experiencias y el mundo que los ha rodeado durante su vida en el ejercicio fotográfico.

### Fotógrafa
Su carrera como fotógrafa se ha visto eclipsada en varios períodos por la intensa actividad que genera el museo a nivel internacional, pero no ha dejado de continuar su carrera personal como fotógrafa. Sus imágenes han sido publicadas en el Magazine Dominical de El Espectador y en las revistas Arte en Colombia, Diners, Aló y Cromos de Bogotá, Colombia; en la revista Viasar de Caracas, Venezuela; en el diario Liberation y en las revistas France Amerique Latine, Photo Magazine, Regart Expo y Museum de la Unesco, París, Francia y en el diario Swiss Newspapers de Zúrich, Suiza.
Fue corresponsal en París de la revista Aló y fue fotógrafa corresponsal de Diners y Lecturas Dominicales del periódico El Tiempo de Bogotá, Colombia.